# Dorylus furcatus
Dorylus furcatus är en myrart som först beskrevs av Gerstaecker 1872.  Dorylus furcatus ingår i släktet Dorylus och familjen myror. Inga underarter finns listade i Catalogue of Life.